# スーパー大津

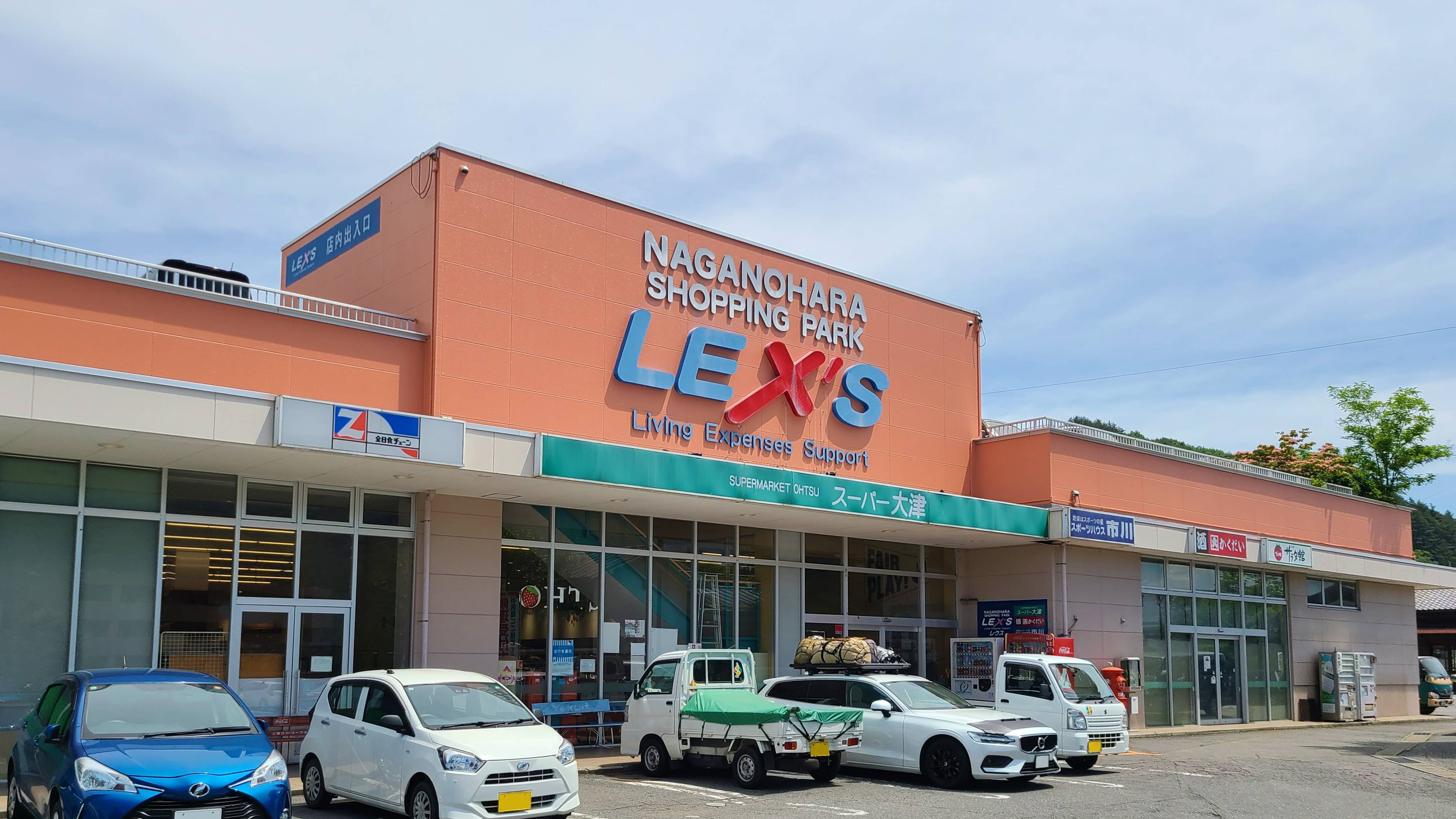
長野原店が入所する長野原ショッピングセンター レクス

スーパー大津（スーパーおおつ）は、群馬県のスーパーマーケット。群馬県吾妻郡長野原町大字大津に所在する株式会社田村商店（たむらしょうてん）が運営している。全日食チェーン加盟（長野原店・草津店）。

## 歴史
1982年（昭和57年）10月、長野原町にてスーパーマーケットを開店。2002年（平成14年）1月に長野原ショッピングセンター レクス内に「長野原店」を新築移転した。同町には北軽井沢に季節営業の「北軽井沢店」を有する。
また、草津温泉で知られる草津町にも「草津店」を有し、品揃えには地元住民のほかリゾートマンション滞在客のニーズに対応できるよう配慮している。2020年（令和2年）には買い物難民対策として草津町社会福祉協議会、草津町生活支援・介護予防サービス体制整備協議会が検討を進めてきた「買い物支援バス」が運行を開始した。

## 店舗
- 長野原店（吾妻郡長野原町大津230-1[5]、長野原ショッピングセンター レクス内[3]） - 全日食チェーン加盟[5]。
- 北軽井沢店（吾妻郡長野原町北軽井沢1988-83） - 冬季休業[7]。
- 草津店（吾妻郡草津町草津18-5） - 全日食チェーン加盟[6]。